# Abraham Bernstein
Abraham Bernstein (* 1969) ist Professor am Institut für Informatik an der Universität Zürich (UZH). Bevor er den Lehrstuhl dort annahm, hatte er eine Stelle als Assistenzprofessor an der Stern School of Business in New York inne. Er ist Leiter der Dynamic and Distributed Information Systems Group und Leiter des Department of Informatics. Schwerpunkt seiner Tätigkeit ist Semantic Web and Knowledge Discovery.
Er ist auch Direktor der UZH Digital Society Initiative (DSI) und Mitinitiant des Manifests für Digitale Demokratie. Bernstein ist Mitglied des Universitätsrats der Universität Luzern.

## Publikationen (Auswahl)
- Tools for inventing organizations: Toward a handbook of organizational processes (1999)
- Software infrastructure and design challenges for ubiquitous computing applications (2002)
- Hexastore: sextuple indexing for semantic web data management (2008)
- SPARQL basic graph pattern optimization using selectivity estimation (2008)
- Fair and balanced?: bias in bug-fix datasets (2009)
- Improving performance, perceived usability, and aesthetics with culturally adaptive user interfaces (2011)